# Calvisia spurcata
Calvisia spurcata är en insektsart som beskrevs av Ludwig Redtenbacher 1908. Calvisia spurcata ingår i släktet Calvisia och familjen Diapheromeridae. Inga underarter finns listade.